# サマーウォーズ
『サマーウォーズ』（SUMMER WARS）は、細田守が監督を務めるマッドハウス制作の日本のアニメ映画。2009年8月1日に、新宿バルト9、池袋HUMAXシネマズ、丸の内ルーブル、ユナイテッド・シネマ豊洲、シネマサンシャイン池袋、シネマメディアージュほか全国にて公開された。上映時間115分。興行収入16.5億円。
キャッチコピーは、「これは新しい戦争だ。」（ティザーバージョン）「つながりこそが、ボクらの武器。」（本ポスターバージョン）
主な賞としてシッチェス・カタロニア国際映画祭アニメーション部門 (Gertie Award) 最優秀長編作品賞（第42回）、星雲賞メディア部門（第41回）を獲得している。

## 概要
細田守の初の長編オリジナル作品で、脚本の奥寺佐渡子、キャラクターデザインの貞本義行など、『時をかける少女』のスタッフの多くが引き続き参加している。インターネット上の仮想世界とリンクする世界を舞台に、インターネットの中で起こった世界を揺るがすサイバーテロと、それに立ち向かう田舎の大家族の現実社会でのつながりとインターネットを介した世界中の人々とのヴァーチャルなつながりが描かれる。
物語は、ふとしたことから仮想空間で起こった事件に巻き込まれ、指名手配されてしまった天才的な数学の才能を持つ主人公が、憧れの先輩やその家族・親戚一同とともに、世界を危機から救うべく奮闘する姿を描く。砦の様な旧家の豪邸に集った大家族は、曾祖母の持つ政財界の人脈、家族のそれぞれの職業、スーパーコンピューター、自衛隊の通信用最新機器、イカ釣り漁船、携帯ゲーム機などを駆使し、格闘ゲームや花札など意外な能力も発揮して人工知能と闘い、主人公も得意の数学を武器にその戦いに参戦する。細田は「普通の人たちがそれぞれの能力を出し合って大きな力になる。そういう関係が僕の理想。アニメ作りの現場もそう。だから僕は『みんなと一緒で楽しい』という話を作って現場を肯定したい。『孤独でつらい』なんて話をスタッフに強要できない」と語っている。
テーマは大家族の絆。本作で細田は、結婚や親戚付き合いを中心に描いている。
舞台は長野県上田市で、城下町の町並みや上田電鉄別所線、上田交通真田傍陽線などが作中に登場する。上田市には細田の妻の実家があり、訪れた際に抱いた「日本の原風景」のイメージを投影することを考えた。細田は「当時既に両親を亡くし自らも一人っ子だったため、妻の親類の家族の繋がりに深い感銘を受けた」と語っており、妻の親類が物語の中核をなす陣内家のモデルとなっている。作中の陣内家のモデルは真田氏である。
本作品で登場する仮想空間OZは、Twitterをはじめとするソーシャル・ネットワーキング・サービス（いわゆるSNS）とよく比較され、『サマーウォーズ』のTwitter公式アカウントと連動して作中で登場するこいこい（花札の遊び）のアプリケーションが公開されるなどした。また、テレビ放送時には、作中での登場人物の行動・台詞になぞらえて「あなたのアバターを貸してください」というツイートがTwitter上に書き込まれて拡散（リツイート）され、最終的には3000人前後が参加する企画となった。

## あらすじ
世界中の人々が集うインターネット上の仮想世界OZ（オズ）。ユーザーはパソコン・携帯電話・テレビなどから自分のアバターを操って、ショッピングやゲームだけでなく、納税や行政手続きなどの様々なサービスを利用できる。OZの管理権限や個人情報などは、世界一安全と言われるセキュリティによって守られていた。
ある日、佐久間と共にOZの保守点検のバイトをしていた、東京に住む高校2年生の健二は、憧れの先輩である夏希から、”一緒に夏希の実家に行く”という「バイト」に誘われる。長野県上田市にある実家には夏希の曽祖母である栄おばあちゃんの90歳の誕生日を祝うために、26人の親族が一堂に集まり、健二はひょんなことから栄のために「夏希の婚約者のふり」をすることになった。
2010年7月30日の午前0時25分、健二の携帯電話に数字の羅列が書かれた謎のメールが送られてくる。数学が得意な健二は、それを何かの問題だと思って回答してしまう。しかし、それはOZの管理権限を奪取できる暗号であった。翌日、OZは謎の人工知能・ラブマシーンに乗っ取られてしまう。その影響はOZと密接に連携していた現実世界の各種インフラにまで及び、社会全体に大きな混乱を引き起こしてしまう。人々が対応に苦しむ中、栄は人脈を駆使して被害の軽減を図り、事態は収束に向かう。しかし、栄は翌朝、心臓発作（狭心症）で死去してしまう。
陣内家の女性陣が葬儀の準備を進める中、健二と陣内家の男性陣有志は敵討ちや被害拡大の防止のためにラブマシーンを倒す準備を進めていた。作戦の結果、一時はラブマシーンを封じ込めることに成功するが、作戦に使用していたスーパーコンピューターの冷却のために使っていた氷を翔太が栄の遺体の保存のために持ち出したために熱暴走を起こすというアクシデントで逃げ出されてしまい、あげくにはキングカズマのアカウントまでもが奪われてしまう。ラブマシーンは、奪った4億を超えるアカウントの一つの権限を利用して、地球への帰還途中だった日本の小惑星探査機「あらわし」の再突入体を世界に500か所以上ある核施設のどこかに落とそうとする。落ち込む一同だったが、健二の言葉と栄の遺言により気力を取戻し、夏希は栄に仕込まれた花札（こいこい）勝負でラブマシーンへ最後の戦いを挑む。
一度はラブマシーンに一瞬の隙を突かれ敗北し、掛け金が二桁にまで減らされるという窮地に陥るものの、全世界の人々の厚意によって得たアカウントを使ってラブマシーンに奪われたアカウントのほぼ全てを解放することに成功。しかし、ラブマシーンは唯一手元に残った「あらわし」の制御権限を持つアカウントを利用し、再突入体を陣内邸に落下させることを画策。だが健二の機転と計算能力、侘助のラブマシーンへのクラッキングによるリプログラミングと佳主馬が奪い返したキングカズマのラブマシーンへの一撃によってラブマシーンは消滅し、GPS制御の「あらわし」の再突入体の落下地点を陣内邸からずらすことに成功。陣内家の家屋は半壊するも、陣内家の面々は生き残ることができ、怪我の功名で源泉まで手に入れた。
明けて栄の葬儀の日と共に栄の誕生日。OZの混乱を終息させた立役者であり、陣内家を救った功労者である健二と、彼への好意を認めた夏希の仲を、一族みんなが見守るのだった。

## 登場人物

### 主要人物
小磯 健二（こいそ けんじ）
声: 神木隆之介
本作の主人公で17歳。東京都内にある久遠寺高校に通う高校2年生。物理部に所属している。引っ込み思案で内気な性格。数学が得意で、その力は国際数学オリンピックの日本代表を狙えたと評されたほど（惜しくも逃している）。
父は海外に単身赴任、母は仕事で忙しく、自宅ではほぼ一人の生活をしている。
夏希からアルバイトの誘いを軽い気持ちで受け、彼女の本家である陣内家を訪ねたところ、いきなり婚約者として紹介され、偽の恋人役を演じさせられる羽目になる。
訪問した当日の夜、ラブマシーンから送られてきた謎の暗号に返答。全世界に55人の正解者がいたが、最初に返信したために最後の一文字をタイプミスする誤答であったにもかかわらず、アバターをメインで乗っ取られ、OZの混乱の犯人という濡れ衣を着せられたことから事件解決に乗り出す。ハッキングAI「ラブマシーン」との戦いで劣勢に追い込まれるものの､「まだ負けたわけじゃない！」と自身を奮い立たせ、その姿が陣内家の結束を促していく。
夏希の嘘が判明しても、栄から夏希を「よろしく頼む」と懇願された。
OZ内で使用しているアバターは、最初はミッキーマウスに似た丸耳が付いた少年だったが、ラブマシーンにアカウントを奪われて以降はデフォルメされたリス（佐久間が陣内家の健二に電話した際、使用した番号を仮アバターとして登録したもの）。
篠原 夏希（しのはら なつき）
声: 桜庭ななみ
本作のヒロイン。1992年7月19日生まれ。18歳。久遠寺高校の3年生で、健二が想いを寄せている相手。剣道部に所属しており、明るくノリが良い性格で、校内のアイドル的存在。
一緒に実家に行くという「バイト」に健二を誘い、彼氏のふりをしてもらった。
曾祖母である栄を心から尊敬しており、栄を自分の目指すべき理想の大人の姿としている。同様に、一族のことも非常に愛しており、未成年の中では最年長であることから、自ら積極的に他の子供の面倒をみたり年長者の手伝いを行うといった描写も見受けられる。
幼いころから侘助に恋心を抱いていたが、小説版や漫画版では曾祖母の栄から「本当に人を好きになるということがまだ解っていない」と評されている。侘助への思慕も、実際にはかつて栄に「侘助を家族の中で孤立させないように」と侘助の事後を託されていたのを、侘助についているうちに、いつしか栄からの言いつけを忘れ、義務感の意味を恋心と履き違えてしまったことによる。
OZのユーザーであるにも拘らず、「アカウント」の概念を理解していないほどのコンピューター音痴ながら、天性の勝負強さをもっており、3度目の一族とラブマシーンとの対決のキーパーソンになった。
使用アバターは、仔鹿の耳を生やした袴姿の和装少女「ナツキ」。ラブマシーンとの戦いの途中でOZの守り主より吉祥のレアアイテムを授かり、着物が変化した。
上述の通り、学校では健二を含むあらゆる男子から憧れを一身に受けるマドンナだが、恋愛遍歴はほぼ皆無に等しい。曾祖母の武勇伝を聞くうちに曽祖父に対する愚痴すらも聞かされて育ち、軽い男性不信を吹き込まれているため、告白されればその場で即座に付き合いを断ってしまう。そのために恋愛に関しては奥手かつ鈍感で、傍目から見ても明らかな健二の好意も、本人は全く気付けていない。
本来は親族以外の男性の手すらも握ることができず、体に触れられたら、その場で投げ飛ばしてしまうほどの恋愛潔癖症。他の同世代の女性親族からは「恋愛に対する考え方が明治時代並み」とすら揶揄されている。
健二のことも自分の嘘に利用する程度にしか見ていなかったが、周囲に迷惑をかけたことを反省し、最終的には彼を見直し好意を抱くようになり、頬にキスをした。
佐久間 敬（さくま たかし）
声: 横川貴大
17歳。健二の同級生。健二と同じく物理部に所属している。
健二と共にOZの保守点検のバイトをしており、ラブマシーンとの対決では主に情報収集で健二らをサポートした。
使用アバターは頭部だけドットの粗い擬人化猿。OZの保守点検のバイトをしているシーンでは身体の存在が確認できるが、頭部だけを切り離して移動させることができ、陣内家とコンタクトをとる際は頭部だけが移動していた。作中ではまだスマートフォンが一般化していない時代であり、いわゆるガラケーを所持する登場人物が多い中、陣内侘助（後述）と同じくiPhoneらしきスマートフォンを使用している。
池沢 佳主馬（いけざわ かずま）
声: 谷村美月
13歳。夏希の又従兄弟の中学1年生。
OZでは格闘ゲームの世界的チャンピオンとしてスポンサーがつくほどで、長身のウサギ型アバター「キングカズマ」を操る。
元々は学校でイジメに遭っており、イジメを克服するためにOZ経由で少林寺拳法を教えてくれた祖父の万助を「師匠」と呼ぶ。劇中においては、健二が到着した日の夜は納戸で1人でパソコンを弄っていた。初見および事件発覚直後にパソコンを貸してほしいと頼む健二に対して「頼み方がダメ」と断じて言い直させるなど、冷めた反応を示すも、事件発生後は成り行きで健二に協力する。その後も暗号を解いた健二に感嘆の念を抱き、事件解決に協力する。
『クライシス・オブ・OZ』では、中学1年生。OMCの世界チャンピオンにまで登り詰めるが、戦う理由がないにもかかわらず戦い続けることに疑問を持っている。GW中いきつけのネットカフェからOMC大会に参加していたが会場で真紀のアバターに出会い、偶然ネットカフェ内で真紀の部屋のとなりであったため現実でも出会うことになる。140cmも超えていない身長のことを気にしている。
『キング・カズマvsクイーン・オズ』では、小学6年生。OMCの公式上位ランクプレイヤーで、去年OZでの連勝を理由に現実で仕返しを受けたことを引きずっているが徐々に克服していく。OMC夏の大会にエントリーし予選を突破。夏帆と南の策略により、二人と天敵である力也を連れて陣内家に行くことになる。夏帆に好意を抱かれているが気付いていない。

### 陣内家の家系（親戚）
太字は主要人物。名前の後の数字は年齢。未登場の人物（夏希の祖母など）は、一部を除いて省略した。家紋は丸に結び雁金。
|               |               |               |               |               |               |  |  |                   |                 |                 |                 |                 |                 |  |  | 篠原 和雄（55） |                 |                 |                 |                 |                 |  |  |                   |                   |                   |                   |                   |                   |
|               |               |               |               |               |               |  |  |                   |                 |                 |                 |                 |                 |  |  |                 |                 |                 |                 |                 |                 |  |  | 篠原 夏希（18）   |                   |                   |                   |                   |                   |
|               |               |               |               |               |               |  |  |                   |                 |                 |                 |                 |                 |  |  |                 |                 |                 |                 |                 |                 |  |  |                   |                   |                   |                   |                   |                   |
|               |               |               |               |               |               |  |  | 〈陣内 万蔵〉     | 〈陣内 万蔵〉   | 〈陣内 万蔵〉   | 〈陣内 万蔵〉   | 〈陣内 万蔵〉   | 〈陣内 万蔵〉   |  |  | 篠原 雪子（47） | 篠原 雪子（47） | 篠原 雪子（47） | 篠原 雪子（47） | 篠原 雪子（47） | 篠原 雪子（47） |  |  |                   |                   |                   |                   |                   |                   |
|               |               |               |               |               |               |  |  | 〈陣内 万蔵〉     | 〈陣内 万蔵〉   | 〈陣内 万蔵〉   | 〈陣内 万蔵〉   | 〈陣内 万蔵〉   | 〈陣内 万蔵〉   |  |  | 篠原 雪子（47） | 篠原 雪子（47） | 篠原 雪子（47） | 篠原 雪子（47） | 篠原 雪子（47） | 篠原 雪子（47） |  |  |                   |                   |                   |                   |                   |                   |
|               |               |               |               |               |               |  |  |                   |                 |                 |                 |                 |                 |  |  | 陣内 理香（42） |                 |                 |                 |                 |                 |  |  |                   |                   |                   |                   |                   |                   |
|               |               |               |               |               |               |  |  |                   |                 |                 |                 |                 |                 |  |  |                 |                 |                 |                 |                 |                 |  |  |                   |                   |                   |                   |                   |                   |
|               |               |               |               |               |               |  |  | 陣内 万理子（71） |                 |                 |                 |                 |                 |  |  |                 |                 |                 |                 |                 |                 |  |  |                   |                   |                   |                   |                   |                   |
|               |               |               |               |               |               |  |  |                   |                 |                 |                 |                 |                 |  |  |                 |                 |                 |                 |                 |                 |  |  |                   |                   |                   |                   |                   |                   |
|               |               |               |               |               |               |  |  |                   |                 |                 |                 |                 |                 |  |  | 陣内 理一（41） |                 |                 |                 |                 |                 |  |  |                   |                   |                   |                   |                   |                   |
|               |               |               |               |               |               |  |  |                   |                 |                 |                 |                 |                 |  |  |                 |                 |                 |                 |                 |                 |  |  |                   |                   |                   |                   |                   |                   |
|               |               |               |               |               |               |  |  |                   |                 |                 |                 |                 |                 |  |  | 陣内 太助（45） | 陣内 太助（45） | 陣内 太助（45） | 陣内 太助（45） | 陣内 太助（45） | 陣内 太助（45） |  |  | 陣内 翔太（21）   | 陣内 翔太（21）   | 陣内 翔太（21）   | 陣内 翔太（21）   | 陣内 翔太（21）   | 陣内 翔太（21）   |
|               |               |               |               |               |               |  |  |                   |                 |                 |                 |                 |                 |  |  | 陣内 太助（45） | 陣内 太助（45） | 陣内 太助（45） | 陣内 太助（45） | 陣内 太助（45） | 陣内 太助（45） |  |  | 陣内 翔太（21）   | 陣内 翔太（21）   | 陣内 翔太（21）   | 陣内 翔太（21）   | 陣内 翔太（21）   | 陣内 翔太（21）   |
|               |               |               |               |               |               |  |  | 陣内 万助（70）   | 陣内 万助（70） | 陣内 万助（70） | 陣内 万助（70） | 陣内 万助（70） | 陣内 万助（70） |  |  | 三輪 直美（42） | 三輪 直美（42） | 三輪 直美（42） | 三輪 直美（42） | 三輪 直美（42） | 三輪 直美（42） |  |  |                   |                   |                   |                   |                   |                   |
|               |               |               |               |               |               |  |  | 陣内 万助（70）   | 陣内 万助（70） | 陣内 万助（70） | 陣内 万助（70） | 陣内 万助（70） | 陣内 万助（70） |  |  | 三輪 直美（42） | 三輪 直美（42） | 三輪 直美（42） | 三輪 直美（42） | 三輪 直美（42） | 三輪 直美（42） |  |  |                   |                   |                   |                   |                   |                   |
| 陣内 栄（89） | 陣内 栄（89） | 陣内 栄（89） | 陣内 栄（89） | 陣内 栄（89） | 陣内 栄（89） |  |  |                   |                 |                 |                 |                 |                 |  |  | 池沢 聖美（39） | 池沢 聖美（39） | 池沢 聖美（39） | 池沢 聖美（39） | 池沢 聖美（39） | 池沢 聖美（39） |  |  | 池沢 佳主馬（13） | 池沢 佳主馬（13） | 池沢 佳主馬（13） | 池沢 佳主馬（13） | 池沢 佳主馬（13） | 池沢 佳主馬（13） |
| 陣内 栄（89） | 陣内 栄（89） | 陣内 栄（89） | 陣内 栄（89） | 陣内 栄（89） | 陣内 栄（89） |  |  |                   |                 |                 |                 |                 |                 |  |  | 池沢 聖美（39） | 池沢 聖美（39） | 池沢 聖美（39） | 池沢 聖美（39） | 池沢 聖美（39） | 池沢 聖美（39） |  |  | 池沢 佳主馬（13） | 池沢 佳主馬（13） | 池沢 佳主馬（13） | 池沢 佳主馬（13） | 池沢 佳主馬（13） | 池沢 佳主馬（13） |
|               |               |               |               |               |               |  |  |                   |                 |                 |                 |                 |                 |  |  | 陣内 頼彦（45） | 陣内 頼彦（45） | 陣内 頼彦（45） | 陣内 頼彦（45） | 陣内 頼彦（45） | 陣内 頼彦（45） |  |  | 陣内 真緒（9）    | 陣内 真緒（9）    | 陣内 真緒（9）    | 陣内 真緒（9）    | 陣内 真緒（9）    | 陣内 真緒（9）    |
|               |               |               |               |               |               |  |  |                   |                 |                 |                 |                 |                 |  |  | 陣内 頼彦（45） | 陣内 頼彦（45） | 陣内 頼彦（45） | 陣内 頼彦（45） | 陣内 頼彦（45） | 陣内 頼彦（45） |  |  | 陣内 真緒（9）    | 陣内 真緒（9）    | 陣内 真緒（9）    | 陣内 真緒（9）    | 陣内 真緒（9）    | 陣内 真緒（9）    |
|               |               |               |               |               |               |  |  |                   |                 |                 |                 |                 |                 |  |  |                 |                 |                 |                 |                 |                 |  |  |                   |                   |                   |                   |                   |                   |
|               |               |               |               |               |               |  |  |                   |                 |                 |                 |                 |                 |  |  |                 |                 |                 |                 |                 |                 |  |  |                   |                   |                   |                   |                   |                   |
|               |               |               |               |               |               |  |  |                   |                 |                 |                 |                 |                 |  |  | 陣内 典子（37） | 陣内 典子（37） | 陣内 典子（37） | 陣内 典子（37） | 陣内 典子（37） | 陣内 典子（37） |  |  | 陣内 真悟（6）    | 陣内 真悟（6）    | 陣内 真悟（6）    | 陣内 真悟（6）    | 陣内 真悟（6）    | 陣内 真悟（6）    |
|               |               |               |               |               |               |  |  |                   |                 |                 |                 |                 |                 |  |  | 陣内 典子（37） | 陣内 典子（37） | 陣内 典子（37） | 陣内 典子（37） | 陣内 典子（37） | 陣内 典子（37） |  |  | 陣内 真悟（6）    | 陣内 真悟（6）    | 陣内 真悟（6）    | 陣内 真悟（6）    | 陣内 真悟（6）    | 陣内 真悟（6）    |
|               |               |               |               |               |               |  |  | 陣内 万作（68）   | 陣内 万作（68） | 陣内 万作（68） | 陣内 万作（68） | 陣内 万作（68） | 陣内 万作（68） |  |  | 陣内 邦彦（42） | 陣内 邦彦（42） | 陣内 邦彦（42） | 陣内 邦彦（42） | 陣内 邦彦（42） | 陣内 邦彦（42） |  |  |                   |                   |                   |                   |                   |                   |
|               |               |               |               |               |               |  |  | 陣内 万作（68）   | 陣内 万作（68） | 陣内 万作（68） | 陣内 万作（68） | 陣内 万作（68） | 陣内 万作（68） |  |  | 陣内 邦彦（42） | 陣内 邦彦（42） | 陣内 邦彦（42） | 陣内 邦彦（42） | 陣内 邦彦（42） | 陣内 邦彦（42） |  |  |                   |                   |                   |                   |                   |                   |
|               |               |               |               |               |               |  |  |                   |                 |                 |                 |                 |                 |  |  |                 |                 |                 |                 |                 |                 |  |  | 陣内 加奈（2）    |                   |                   |                   |                   |                   |
|               |               |               |               |               |               |  |  |                   |                 |                 |                 |                 |                 |  |  |                 |                 |                 |                 |                 |                 |  |  |                   |                   |                   |                   |                   |                   |
|               |               |               |               |               |               |  |  |                   |                 |                 |                 |                 |                 |  |  | 陣内 奈々（32） |                 |                 |                 |                 |                 |  |  |                   |                   |                   |                   |                   |                   |
|               |               |               |               |               |               |  |  |                   |                 |                 |                 |                 |                 |  |  | 陣内 克彦（40） | 陣内 克彦（40） | 陣内 克彦（40） | 陣内 克彦（40） | 陣内 克彦（40） | 陣内 克彦（40） |  |  | 陣内 了平（17）   | 陣内 了平（17）   | 陣内 了平（17）   | 陣内 了平（17）   | 陣内 了平（17）   | 陣内 了平（17）   |
|               |               |               |               |               |               |  |  |                   |                 |                 |                 |                 |                 |  |  | 陣内 克彦（40） | 陣内 克彦（40） | 陣内 克彦（40） | 陣内 克彦（40） | 陣内 克彦（40） | 陣内 克彦（40） |  |  | 陣内 了平（17）   | 陣内 了平（17）   | 陣内 了平（17）   | 陣内 了平（17）   | 陣内 了平（17）   | 陣内 了平（17）   |
| 〈陣内 徳衛〉 | 〈陣内 徳衛〉 | 〈陣内 徳衛〉 | 〈陣内 徳衛〉 | 〈陣内 徳衛〉 | 〈陣内 徳衛〉 |  |  | 陣内 侘助（41）   | 陣内 侘助（41） | 陣内 侘助（41） | 陣内 侘助（41） | 陣内 侘助（41） | 陣内 侘助（41） |  |  |                 |                 |                 |                 |                 |                 |  |  | 陣内 祐平（7）    | 陣内 祐平（7）    | 陣内 祐平（7）    | 陣内 祐平（7）    | 陣内 祐平（7）    | 陣内 祐平（7）    |
| 〈陣内 徳衛〉 | 〈陣内 徳衛〉 | 〈陣内 徳衛〉 | 〈陣内 徳衛〉 | 〈陣内 徳衛〉 | 〈陣内 徳衛〉 |  |  | 陣内 侘助（41）   | 陣内 侘助（41） | 陣内 侘助（41） | 陣内 侘助（41） | 陣内 侘助（41） | 陣内 侘助（41） |  |  |                 |                 |                 |                 |                 |                 |  |  | 陣内 祐平（7）    | 陣内 祐平（7）    | 陣内 祐平（7）    | 陣内 祐平（7）    | 陣内 祐平（7）    | 陣内 祐平（7）    |
|               |               |               |               |               |               |  |  |                   |                 |                 |                 |                 |                 |  |  | 陣内 由美（38） | 陣内 由美（38） | 陣内 由美（38） | 陣内 由美（38） | 陣内 由美（38） | 陣内 由美（38） |  |  | 陣内 恭平（0）    | 陣内 恭平（0）    | 陣内 恭平（0）    | 陣内 恭平（0）    | 陣内 恭平（0）    | 陣内 恭平（0）    |
|               |               |               |               |               |               |  |  |                   |                 |                 |                 |                 |                 |  |  | 陣内 由美（38） | 陣内 由美（38） | 陣内 由美（38） | 陣内 由美（38） | 陣内 由美（38） | 陣内 由美（38） |  |  | 陣内 恭平（0）    | 陣内 恭平（0）    | 陣内 恭平（0）    | 陣内 恭平（0）    | 陣内 恭平（0）    | 陣内 恭平（0）    |

陣内 栄（じんのうち さかえ）
声: 富司純子
1920年（大正9年）8月1日生まれ。89歳。夏希の曽祖母。戦国時代から続く陣内家の16代目当主，陣内家のリーダー的存在で、気が強く、やや威圧的な性格。
元教師で、教え子には政治家、官僚、地方の実力者なども多く、政財界に幅広い人脈を持つ。カリスマ性においては作中に比類なく、一族はもとより、国を動かせるだけの影響力をもち、教え子や古い友人たち（中には現職警視総監もいる）を励ますなどして、OZの不具合による混乱の鎮静化に大きく貢献することとなる。人と人とのつながりの大切さを家族に説き、作品における陣内家団結の重要なキーパーソン。人を見る目に長けており、嘘が発覚した後でも健二に夏希を託す。
ラブマシーンの一件でその場の一族郎党の罵声を浴びながらも悪びれない態度と、開発に自分がなけなしの山を売って持たせていた資金が活用されていた事を明かした侘助に対し宴席で薙刀を振り回して追い出し、身内の不祥事は自分たちで始末をつけると一族にはっぱをかける。その後、健二と一緒に花札をして勝利した。そして翌日の早朝、持病の狭心症により誕生日直前の7月31日に死去する。死亡時刻は午前5時21分、満89歳没（享年91）。
実はOZの混乱により体調を管理しているシステムのデータが万作に送られていなかったことが明らかとなっており、ニュース番組が死者が奇跡的にいなかったと報じる一方、OZの混乱によって人知れず命を落とした唯一の人物となった。彼女が万が一の時のために残していた手紙が、侘助と陣内家との和解と再結束に繋がった。OZのアバターは陣内家の家紋。
夏希が「自分の彼」と偽って連れてきた健二を一目で夏希を任せられるだけの器がある男と認め、後に夏希による嘘であったことがバレた後も健二に夏希のことを頼んでいる。
栄が一族全員に花札を教えているという設定は、富司が主演した加藤泰監督の『緋牡丹博徒 花札勝負』へのオマージュである。薙刀の一件の直後、健二に自らの介抱を頼み、彼に花札（こいこい）勝負をするよう誘って､「私が勝ったら夏希を頼む」と頼んだのが作中における生前最後の姿となった。彼女の葬儀は彼女の誕生日に行われたため、一族の一部が誕生日の歌を彼女の遺影の前で歌っていた。
陣内 侘助（じんのうち わびすけ）
声: 斎藤歩
41歳。入り婿だった陣内徳衛の隠し子。幼少時に陣内家に引き取られ、栄の養子となった。夏希・佳主馬の祖父達と年の離れた弟で四男ではあるが、栄の孫と同世代。
一族の資産を持ち逃げしたまま10年間行方知れずだったが、栄の誕生日を祝うために親族が集まる中、突然帰ってきた。風来坊だが、天才的な頭脳の持ち主。東大卒で、留学経験もある。アメリカでカーネギーメロン大学の教授としてセキュアプログラミングのブロックとクラック、さらに人工知能の研究をしており、自動クラックAIプログラム「ラブマシーン」を開発した。このラブマシーンをアメリカ国防総省に売り渡したことが、劇中における一連の騒動の発端となった。
口調と態度、過去の行状から一族からは煙たがられており、特に万作の息子達である3兄弟と太助の息子である翔太からは蛇蝎の如く嫌われている。そんな状況下でも育ての親である栄を内心慕っており、同様に慕ってくる夏希には優しく接する。克彦達三人から一連の責任を問い詰められた際は「俺は（ラブマシーンの）製作者なだけであって、あいつにああしろこうしろ命令はしていない」とこともなげに一族郎党に言い放った上に、皆の前で栄にアメリカ国防総省からの正式オファーの文章を見せながら「これでこの家にじいさんの代以上の多額の金が入るから、ばあちゃんに恩返しが出来る」「ばあちゃんの金のおかげで（ラブマシーンの）独自開発が出来た」と言ったことで怒らせてしまい、栄から突きつけられた薙刀の刃を手で退けて「帰ってくるんじゃなかった」と言い翔太の車を奪って家を出て行く。
その後あてもなくぶらついていた所、スマートフォンのパスワード（栄の誕生日の英語表記である0108）を解いて海外回線で連絡を入れてきた夏希から栄の死を知って大急ぎで引き返し、健二や陣内家と共にラブマシーンを止めるために奔走する。
夏希の初恋相手であり、健二を家族に紹介したときの偽の経歴は彼のものである。いわゆるガラケーを使う陣内家の中で唯一、公開当時に発売されたばかりのiPhoneを使用している。なお、陣内家以外では佐久間がiPhoneらしきスマートフォンを使用している。
最後はアメリカ当局に出頭して一連の事件の原因を告発した。CNNのキャスターはこのことについて、「しかし彼はあくまで開発者にすぎない。実験を一般の場で行った国防総省は責任を免れ得ないだろう」と事件を報じている。
「伊丹十三を完璧にキャラクター化してほしい」という細田の意向に沿って、貞本が若い頃の伊丹をモデルに描きあげたキャラクターである。
陣内 徳衛（じんのうち とくえい）
故人。栄の夫で陣内家の入り婿。作中には非登場。
稀代の放蕩者で、生糸工場・問屋・山といった陣内家の財産のほとんどを食い潰した。愛人を作り、隠し子の侘助を残す。

#### 第一子・長男家
陣内 万蔵（じんのうち まんぞう）
既に故人であり劇中には登場しない。享年不詳。栄の長男で、夏希の祖父。
コミックス版では物語の5年前（2005年）に死去。
篠原 雪子（しのはら ゆきこ）
声: 谷川清美
47歳。夏希の母で、万蔵の長女。陣内家から篠原家に嫁いだ。かなりマイペースな性格。
陣内邸に向かう途中でOZの混乱による渋滞に巻き込まれ、到着は8月1日となった。
使用アバターはデフォルメ擬人化ミツバチ（移動中のカーナビゲーション中にて確認できる）。
篠原 和雄（しのはら かずお）
声: 佐々木睦
55歳。夏希の父。東京都で水道局員をしている。
OZの混乱から水道を守るために奮戦していたため、陣内邸到着は8月1日になった。

#### 第二子・長女家
陣内 万理子（じんのうち まりこ）
声: 信澤三惠子
71歳。栄の長女。専業主婦。
お盆や正月などで親族が集まる時には女性陣を取り仕切る。また、いざという時は次期当主かつ栄に次ぐ年長者として一族の事をまとめ上げることも多い。作中では健二に出会った当初、栄と勘違いされた。
使用アバターはワンピースを着た太陽。
栄の子供の中で唯一、孫がいない。
陣内有正 (じんのうち ありまさ)
万理子の夫で入り婿。表札からその存在が窺えるがその生死は不明。
陣内 理香（じんのうち りか）
声: 玉川紗己子
42歳。万理子の長女。眼鏡をかけている。上田市役所に勤務している。
未だに独身なため、作中叔父の万助から従姉妹の直美共々『独身コンビ』と揶揄されているが、本人曰く「（独身は）自分の意志で貫いている」との事。
自分のもつOZアカウント権限を利用して健二の住民基本台帳を調べ、夏希の嘘をあばいた。
使用アバターはギョウザ頭のデフォルメ人間。
陣内 理一（じんのうち りいち）
声: 桐本琢也
41歳。万理子の長男。陸上自衛隊に所属し、東京の市ヶ谷駐屯地に勤務しているが、自身の仕事については多くを語らない（本人いわく、所属は「ちょっと言えないとこ」）。
使用車両はサイドカー付きのトライアンフボンネビルT100。
飄々とした物腰の柔らかい男性だが、仕事柄かラブマシーンによる混乱をいち早く危機として認識し、ラブマシーンとの2度目の対決では自衛隊の通信車両を松本駐屯地より持ち出してサポートする。
使用アバターは頭部にアンテナ、インカムを装着したアザラシ。

#### 第三子・次男家
陣内 万助（じんのうち まんすけ）
声: 永井一郎
70歳。栄の次男で、佳主馬の祖父。新潟漁港で水産業を営んでいる。自らも船を出す現役漁師で、少林寺拳法の心得もある肉体派。
女系家族故に男性側が比較的弱い中、行動力においては一族でも屈指の存在であり、ラブマシーンとの2度目の対決においては、不足する電力を補うために発電機を備えた漁船を新潟港から実家まで運び、また自身もアバター（イカを模した侍風）をラブマシーンに突撃させた。
陣内家の先祖が真田家臣で真田昌幸と真田信繁（幸村）親子に仕えて、真田昌幸・真田信繁軍の一員として第1次上田合戦及び第2次上田合戦に参戦して、侵攻してきた敵の徳川軍(第1次は徳川家康自ら総大将、第2次は家康は関ヶ原の戦いに参戦したので家康の息子の秀忠が総大将）を苦しめて郷土防衛戦で武功を上げた実績があることを誇っており、2度に渡る上田合戦(特に第2次上田合戦)の戦法(敵を自陣である上田城の城下町内に誘い込んで入れてから、城門を一気に閉めて敵を閉じ込めて敵の戦意を喪失させる)を参考に、わざと敵をおびき寄せてから門を一気に閉めて包囲して叩き潰す戦法を健二に発案を行う。
しかしこの作戦はあと一歩というところまで順調に成功していたが、翔太が栄の遺体冷却のためにコンピューター冷却に使っていた大量の氷を持ち出してしまったために、コンピューターが熱暴走して佳主馬の奮戦もむなしく失敗してしまう。
小説版では健二にイカを褒められ、彼を気に入った。
陣内 太助（じんのうち たすけ）
声: 小林隆
45歳。万助の長男。やや肥満体、陣内電気店の店主。店舗規模は不明ながら大学などと取引をしている。
父の万助ほどのパワフルさはないが、血の熱さは受け継いでおり、ラブマシーンとの2度目の対決においてスーパーコンピュータ(大学に納入予定だった代物)などの一般人では調達困難な機材を取り揃えるなど、ハードウェア面における貢献者。
使用アバターはマントにつば広三角帽、赤いマフラーをした風来坊風のウナギ。
陣内 翔太（じんのうち しょうた）
声: 清水優
21歳。太助の長男。軽薄な出で立ちだが警察官をしている。親に対しても口の悪いところがある。
夏希を小さい頃から見てきたため、突然夏希の婚約者として現れた健二を快く思っておらず、健二を疫病神呼ばわりするなど手厳しい態度をとり、最後まで健二を認めなかった唯一の人物。
テレビのニュースだけで健二を犯人と決めつける、2回目のラブマシーンとの対決では結果としてキングカズマの敗因となる行動をとるなど、よかれを思った行動が裏目に出てしまう。
愛車は白のRX-7（FD3S）（後に侘助に盗まれ大破されてしまう）。
アバターはサルを模したヤンキー風警官。
三輪 直美（みわ なおみ）
声: 山像かおり
42歳。万助の長女。派手な外見のバツイチ美人。
父親から従姉妹の理香共々『独身コンビ』と揶揄されているが､「離婚は私のせいじゃない！」と言い張っている。
ラブマシーン討伐を主張した健二に食ってかかるなど、万助に似て気は強い。最後には健二を気に入り、夏希と結婚することを薦めた。
使用アバターはボディコン美女風擬人化豹。
池沢 聖美（いけざわ きよみ）
声: 田村たがめ
39歳。万助の次女で、佳主馬の母。名古屋市内で介護福祉士として働く。女児（佳主馬の妹）を妊娠している。
使用アバターはデフォルメした羊。
池沢佳主馬の父
声: 羽鳥慎一
聖美の夫で佳主馬の父。OZの混乱が終結した8月1日に陣内邸に到着。アロハシャツにサングラスという軽装。
陣内家に集まる親族の中では唯一、下の名前が不明。

#### 第四子・三男家
陣内 万作（じんのうち まんさく）
声: 中村正
68歳。栄の三男。内科医をしており栄の体調管理も行っていたが、OZの混乱により栄の急変にすぐ対応できなかった。下世話な発言が多い上、酔うと下ネタを連発するため女性親族から「エロオヤジ」と呆れられている。
アバターは薬剤カプセルに額帯鏡と目と手足がついたもの。
陣内 頼彦（じんのうち よりひこ）
声: 田中要次
45歳。万作の長男。松本市の消防署に勤務し、救急救命士として救急車に乗務している。喪中とはいえ職業柄休みを取ることに罪悪感を感じるとボヤいている。
2度目の対戦においては健二の頼みで携帯端末からサポートを行っている。3兄弟揃ってゲーム歴30年らしい（ただし、最近は仕事のためかあまりやっていない）。
使用アバターは聴診器を装着したブルドッグ。
陣内 典子（じんのうち のりこ）
声: 金沢映子
37歳。頼彦の妻。やんちゃな息子たちに手を焼いている。
使用アバターはデフォルメされたパンダ。
陣内 真緒（じんのうち まお）
声: 諸星すみれ
4歳。頼彦の長女。
使用アバターはコウモリの翼の生えた新幹線 (モチーフは７００系新幹線）。
陣内 真悟（じんのうち しんご）
声: 今井悠貴
6歳。頼彦の長男。従兄弟の祐平と仲よし。
最初のラブマシーンとの対決では結果としてキングカズマの敗因となる行動をとる。
使用アバターは六本腕のガイコツ。
陣内 邦彦（じんのうち くにひこ）
声: 中村橋弥
42歳。万作の次男。諏訪市の消防署に勤務し、消防士長として消防車に乗務している。
2度目の対戦においては健二の頼みで携帯端末からサポートを行っている。
3兄弟揃ってゲーム歴30年らしい（ただし、最近は仕事のためかあまりやっていない）。
使用アバターは消防服を着たセント・バーナード。
陣内 奈々（じんのうち なな）
声: 高久ちぐさ
32歳。邦彦の妻。新婚であり、年長者の中では唯一侘助の存在を知らなかった。
使用アバターはデフォルメされたパグ犬。性格はさばけている。
陣内 加奈（じんのうち かな）
声: 皆川陽菜乃
2歳。邦彦の次女。
アバターは花の頭をもった長身の女性。
陣内 克彦（じんのうち かつひこ）
声: 板倉光隆
40歳。万作の三男。上田市の消防署に勤務するレスキュー隊員。感情が表に出やすいと上の兄達からからかわれており、一連の騒動で悪びれない侘助にも真っ先に掴みかかっている。3人の中で最初に結婚した。彼自身も学生時代は野球少年だったらしい描写がある。
2度目の対戦においては健二の頼みで携帯端末からサポートを行っている。
3兄弟揃ってゲーム歴30年らしい（ただし、最近は仕事のためかあまりやっていない）。
使用アバターは右手に斧を持ち尻尾がクレーンになっているボルゾイ犬。
陣内 由美（じんのうち ゆみ）
声: 仲里依紗
38歳。克彦の妻。
日本人メジャーリーガーの野茂英雄、斎藤隆、松坂大輔のレプリカユニフォームを着用。長男の了平の高校野球の結果を気にして一喜一憂している。
使用アバターは帽子をかぶったペンギン。
由美を演じた仲里依紗は『時をかける少女』では主演を務めている。
陣内 了平（じんのうち りょうへい）
声: 安達直人
17歳。克彦の長男。上田高校野球部のエース投手。
甲子園をかけた試合で劣勢に追い込まれつつも延長まで投げ抜き、ついに甲子園出場を手にした。
作中ではOZの混乱が収束するまで甲子園出場を掛けた試合に終始している。また父親同様、感情が表に出やすい。
『金曜ロードショー』の編集放送版では上述の説明の通り、高校野球長野大会への出場に終始し、物語の本筋に全く絡まないキャラクターであることから、5回目の放送である2019年7月19日の放送分を除き、彼の登場シーンは全てカットされている。
陣内 祐平（じんのうち ゆうへい）
声: 太田力斗
7歳。克彦の次男。従兄弟の真悟と仲よし。
最初のラブマシーンとの対決では結果としてキングカズマの敗因となる行動をとる。
使用アバターは顔の付いたヒマワリ。
陣内 恭平（じんのうち きょうへい）
0歳。克彦の三男。眉が中央に寄っているため困り顔になっている。
アバターは羽の生えた哺乳瓶。

### その他の人物等
ジョン、ヨーコ
OZの守り主で、OZの世界の底近くをゆっくりと周回する青と赤の2頭の巨大なクジラ。
ラブマシーンとの花札勝負の時、ナツキに吉祥のレアアイテムを授けた。
名前の由来はジョン・レノンとオノ・ヨーコ。
ハヤテ
陣内家で飼われている犬。かなりの老犬。
栄の臨終の際は健二を起し、ラブマシーンとの最終決戦後には陣内邸へ落下する「あらわし」にいち早く反応した。
ドイツの少年
花札でラブマシーンと対決した時に、窮地に追い込まれた夏希にアカウントの提供を申し出た少年。
彼の行動が起点となり、1億5000万を超えるアカウントが提供された。
使用アバターは加工前のアバター基本体（デフォルメされた真っ白の人型）。

### クライシス・オブ・OZの登場人物
池沢佳主馬については、#主要人物を参照。
山之手 真紀（やまのて まき）
高校3年生。OZに不慣れのビギナー。
彼女の兄はOZのシステムに深く関わっており、その兄から謎のデータを託される。
アバターがOZ内のOMC会場に迷い込み身動きが取れない状態であったときカズマに出会い助けてもらう。偶然にも佳主馬と同じネットカフェを利用していたため現実世界で再会を果たす。
【KK】
OMCでエリアマスターのアルバイトをしていたが仕事中にカズマとマキに出会い、お人好しの性格もありそれが縁で今作の事件に関わることになる。
頭の回転が速く佳主馬達をサポートし、高校の部活の親友と一緒に事件解決に協力する。
アバター名は、本名の「小磯健二」のイニシャルからとったものである。
佳主馬とは現実では顔を合わせる事も、まともな会話をすることもなく別れるが、運命の悪戯によって3か月後に再会を果たす。
【イエヤス】
事件の黒幕。
カズマの完全記録を盗み出す他、部下の鳥居と大久保にデーターの回収を急がせる。
山之手 祐司（やまのて ゆうじ）
真紀の兄でMAコンポートネントの作者の一人。
メールで真紀にあるデーターを託しもし自分に何かあったら織田にデーターを渡して欲しいと頼み行方不明になる。
織田 良夫（おだ よしお）
MAコンポーネントの作者の一人。
祐司とは互いにゲーム好きで親友同士でもある。

### キング・カズマvsクイーン・オズの登場人物
池沢佳主馬については、#主要人物を参照。
辻本 夏帆（つじもと かほ）
小学6年生。
クラスメイトの佳主馬に好意を抱いており佳主馬以外の友人には筒抜け。
OZの操作に不慣れだが、OMCの腕は中々のもの。夏の大会の予選では佳主馬と接戦を繰り広げ敗退。以後は渡を懐柔し、カズマのパートナーとして大会に参加する。
竹橋 渡（たけはし わたる）
小学6年生。
OMCでは実際のプレイはお粗末なもののその攻略情報は佳主馬や夏帆のランクアップに貢献するほどのもの。
クラスメイトの双葉に片思いしている。
当初は佳主馬のパートナーとして大会に参加する予定だったが、夏帆たちとの“取引”によってその役を降りる。
牧野 力也（まきの りきや）
小学6年生。
自称OCM校内一だが佳主馬にあっさりと負けてしまい、その後仕返しをしようとするが夏帆たちに仲裁される。
仲間のツヨシ、大田タケシと共にOCM夏の大会にもエントリーするが三人纏めて夏帆に負ける。その後、夏帆にOCMのコツを教えてほしいと頼むと、“条件”として佳主馬と共に陣内家にいくことになった。
春日井 南（かすがい みなみ）
小学6年生。夏帆の友達。いわゆる現代っ子でOZを使って夏休みの宿題を早めに片付けたりしている。
母親が佳主馬の母、聖美と仲が良いため佳主馬が長野に行くことを知り、佳主馬に片思いしている夏帆のために長野に同行できるように画策する。
若宮 双葉（わかみや ふたば）
小学6年生。夏帆の友達。渡のマドンナ的存在で愛読書は『オズの魔法使い』。
一時期一日中OZにログインしたままの状態が続いたため母親に家でのインターネット接続を制限されている。
中条（なかじょう）
OZマーシャルアーツ運営事務所所属。

## 用語
OZ（オズ）
世界中の人々が利用している登録者10億人以上のインターネット上の仮想世界（メタバース）。アクセスはパソコン、携帯電話、テレビなどから行える。OZ内では自身の分身としてアバターを製作する。あらゆる物品や旅行プランなどが体験でき、現実世界の高級店や企業・行政機関・地方自治体がOZに支店や窓口を構えており、納税などの手続きもOZ内で行うことが可能。あらゆる言語が一瞬で翻訳されるため、世界中の人々とのコミュニケーションも可能である。
OZのアカウントと現実の人間の権限はほぼ等しく、佐久間いわく水道局員やJR職員のアカウントを盗めば水道局のシステムやJRのダイヤを改変する事ができ、大統領のアカウントを盗めば核ミサイルを発射する事もできるかもしれないとのこと。セキュリティは2056桁の暗号で守られており世界一高度と言われているが、劇中では世界中の55人によって一晩で暗号が解読されてしまっていた。ちなみにセキュリティ暗号の回答は"the magic words are squeamish ossifrage To know is to know that you know nothing That is the true meaning of knowledge"で、冒頭の部分はRSA-129の回答である。1977年、RSA-129（129桁）の解読には4京年（40×1015年）は必要だろうと予測されていた。掲載から16年後に、インターネット上で約600名のボランティアの協力を得て、1994年4月、解読に成功した。2015年、同じRSA-129の暗号を既存のソフトウェア (CADO-NFS) を用いて約一日以内に因数分解した。
名称の由来は、監督の細田が東映アニメーション時代によく行っていたスーパーマーケット「LIVINオズ」。
陣内家（じんのうちけ）
陣内栄が当主の一族。戦国時代から続く武家の家柄（先祖の墓が室町時代からある）。先祖は元武田氏家臣で、武田氏滅亡後は上田に身を寄せ、真田家臣として小国ながら郷土を守ってきたらしい。明治になって始めた生糸商が成功して屋敷が大きくなり、周辺の山まで所有するようになるが、栄の亡夫の陣内徳衛が浪費の末に問屋や工場、果ては所有していた山までも売ってしまい現在はほとんど残っていない。コミックス版では、栄が残った土地を密かに所有していたが、10年前に侘助が売ってしまっている。先祖の活躍の紹介として上田合戦が登場する。
家屋のモデルは、美術監督である武重洋二氏の親戚である武重本家酒造の本宅。陣内徳衛は武重家１５代当主と同名。陣内有正は１６代当主と同名。その武重有正氏は東京大学工学博士で陣内侘助と同一。陣内万助が語った「陣内家は武田軍団の一翼だったのが、武田氏滅亡でここへ流れてきた」は、武重家の由来と同一。
ラブマシーン
侘助が開発した人工知能プログラム（ハッキングAI）。強い知識欲を持ち学習に特化しているAIで、開発後は侘助が米軍（国防総省）に売り渡したが、米軍が軍事転用を視野に入れた実証実験としてOZでプログラムを展開したところ歯止めが利かなくなり、OZのセキュリティ暗号をスパムメールでばら撒く事を発端とした世界規模のパニックを引き起こした。黒幕として扱われているが、あくまで驚異的な知識欲と学習能力に起因する者であり、ラブマシーン自体に意図的な悪意はない。感情はないがゲームが好きで、キングカズマとの最初の格闘バトルで彼を敗北に追い込み、再戦してきた彼を再び打ち負かした後ナツキが挑んだ花札勝負に応じた。
健二のアカウントを乗っ取ってからは健二のアバターの姿（鋭い目付きと尖った歯がある）、キングカズマとの戦いの中で周囲のアバターを取り込んでからは背中に輪光をたたえた仏教の神のような姿となる。監督の細田によれば、モデルは大日如来。キングカズマとの再戦時に陣内家の屋敷を模したエリアに誘い込まれ幽閉された挙句に水責めにされるが、陣内家のスーパーコンピューターが熱暴走するトラブルの発生を機に、乗っ取った１億近くものアバターを取り込み、巨大な黒い巨人を思わせる姿に変貌する。更にアカウント制御を司るアバターを突き止めるために突撃してきたキングカズマをものに言わせた物量で敗北に追い込んだ末にとりこみ、うさぎ耳の生えた巨大な巨人と化す。
その後、ナツキとの花札勝負に敗れ、アカウントに残された権限が「あらわし」の制御のみとなると、これを使って「あらわし」の再突入体を陣内邸に落下させようとし、奮闘する健二の前に何度も暗号コードをかけて邪魔をする。最後はその最中に侘助によってクラッキングを仕掛けられて守備力を0にされてしまい、復活したキングカズマの一撃によって破壊された。
あらわし
サンプルリターン方式の小惑星探査機。再突入体にはGPS誘導を採用している。
作品冒頭の7月26日月曜日お昼のニュースで、今日午前、太陽周回軌道から地球の衛星軌道に乗ったという旨と、トラブル続きだったが、今後タイミングを図りながら、小惑星“マトガワ”で採取したサンプル入りのカプセルを持ち出す予定だと報じられた。
しかしラブマシーンによって制御権限を持つOZアカウントが奪われた結果、世界中に存在する核施設のいずれかに落下させられそうになってしまう。
元ネタは「はやぶさ」と思われる。

## 設定
先に記述しているものも含める。
- 舞台は2010年（平成22年）の長野県上田市。
- 公開当時はまだ製品候補版しか公開されていなかったMicrosoft Windows 7が登場している。
- OZのアクセスには携帯電話、パソコンの他にニンテンドーDSiも使用出来る。尚、登場する折り畳み携帯電話は全てドコモ製であり、ゲーム機は全て任天堂製である。唯一出てくるアメリカ版と思われるiPhoneはソフトバンク回線SIMが入っているが、映画公開当時はソフトバンクのみがiPhone取り扱いキャリアだったためと思われる。
- ラブマシーンと2回目の試合の際に使用された機材
  - ハイビジョンブラウン管モニタ - レスポンス（応答速度）が早いという理由で使用された。ソニー製。
  - スーパーコンピュータ - 本作中では200 TFLOPSの演算性能を持つとされる。NEC SXシリーズのSX-9がモデル。同機の製作はNECの甲府事業場で行われており、武田信玄の本拠地繋がりである[27]。
  - 衛星単一通信可搬局装置「JMRC-C4」 - 陣内理一が松本駐屯地より借用してきた車両。作品では100ギガビットの通信容量を有し、ミリ波回線用のアンテナモジュールがついたデザインとなっている。

## スタッフ
| 製作                         | 製作                         | 堀越徹、丸田順悟、井上伸一郎、阿佐美弘恭、上木則安、西垣慎一郎、平井文宏 |
| 企画                         | 企画                         | 丸山正雄 |
| エグゼクティブプロデューサー | エグゼクティブプロデューサー | 奥田誠治（日本テレビ放送網） |
| プロデューサー               | プロデューサー               | 高橋望、伊藤卓哉、渡邊隆史、齋藤優一郎 |
| 脚本                         | 脚本                         | 奥寺佐渡子 |
| 音楽                         | 音楽                         | 松本晃彦 |
| 録音                         | 録音                         | 小原吉男 |
| 音響効果                     | 音響効果                     | 今野康之 |
| 音楽・音響                   | 音楽・音響                   | 岡田こずえ、石垣悠治、平川智司、牧田充啓、尾上政幸、上野励、内沼映二、森田祐一、片倉麻美子、古谷友二、加納洋一郎、赤平直樹、手塚雅夫、加藤紀子、小坂康太郎、吉原裕美、石光孝、今泉武、大隅あきこ、澁澤裕美子、渡辺友子、平田哲、横尾隆、福田夏紀、茂住亮介、今西栄介、橘豊 |
| 編集                         | 編集                         | 西山茂 |
| 撮影監督                     | 撮影監督                     | 増元由紀大 |
| 撮影                         | 撮影                         | 齊藤敦朗、藤田賢治、町田啓、宮田成彬、棚田耕平、石塚恵子、Kang Myoung Joo、浅黄康裕、川下裕樹 |
| 美術監督                     | 美術監督                     | 武重洋二 |
| 美術                         | 美術                         | 青木勝志、池田祐二、石井弓、阿部直人、伊奈淳子、有竹綾美、上原伸一、川井あゆみ、佐藤詩穂、長崎斉、桐山成代、小倉宏昌、西川洋一、岩熊茜、中村聡子、西村美香、牟田いずみ、吉岡誠子、橋本和幸、福留嘉一、水谷利春、男鹿和雄、岩谷邦子、高屋法子、高橋大樹 |
| CGディレクター               | CGディレクター               | 堀部亮 |
| CG                           | CG                           | 豊嶋勇作、戸村尚文、下澤洋平、江川麻里子、鈴木伸広、小宮桂陽、中村翼、大谷謙、浅川和浩、橋本豊和、池田直人、河村雅斗、中澤勤、柳谷稔、山矢錠、三浦隆宏、内藤岳、清塚拓也、源良太、小林太郎、田原史章、秋山高廣、土橋那津子、須田圭一、赤間康隆、錦織洋介、金井孝真、石田利生、大熊奈緒美、飯島弘喜、當野寛和 |
| キャラクターデザイン         | キャラクターデザイン         | 貞本義行 |
| OZキャラクターデザイン       | OZキャラクターデザイン       | 岡崎能士、岡崎みな、浜田勝 |
| OZ美術デザイン               | OZ美術デザイン               | 上條安里 |
| 設定レイアウト               | 設定レイアウト               | 山下高明 |
| 色彩設定                     | 色彩設定                     | 鎌田千賀子 |
| 作画監督                     | 作画監督                     | 青山浩行、藤田しげる、濱田邦彦、尾崎和孝 |
| アクション作画監督           | アクション作画監督           | 西田達三 |
| 原画                         | 原画                         | 濱田高行、尾崎和孝、伊東伸高、浦谷千恵、八崎健二、川口博史、霜山朋久、高橋英樹、箕輪博子、牧原亮太郎、関口淳、新井浩一、宮澤康紀、林祐巳、松崎正、伊藤嘉之、増永計介、大塚健、横山彰利、秦綾子、川名久美子、佐々木美和、山口真未、鈴木美千代、舘直樹、福田道生、馬場充子、松田宗一郎、北野ヨシヒロ、堀剛史、高野綾、新川信正、村谷貴志、名倉靖博、平山貴章、阿蒜晃士、馬場健、宮本佐和子、佐藤雅子、芳尾英明、古屋勝悟、田中敦子、橋本敬史、坂崎忠、中鶴勝祥、向田隆、西田達三、青山浩行 |
| スペシャルサンクス           | スペシャルサンクス           | ガイナックス、NTTドコモ、長野県上田市のみなさん、TSUTAYAグループ、学校法人東放学園、楽天オークション、その他多数 |
| 取材協力                     | 取材協力                     | 信州上田フィルムコミッション、武重本家酒造株式会社、杉並区産業経済課アニメ係、上田中央消防署、橋本靖明（防衛省防衛研究所）、牧幸男 |
| アニメーション制作           | アニメーション制作           | マッドハウス |
| 配給                         | 配給                         | ワーナー・ブラザース映画 |
| 製作                         | 製作                         | サマーウォーズ製作委員会（日本テレビ放送網、マッドハウス、角川書店、D.N.ドリームパートナーズ、ワーナー・ブラザース映画、読売テレビ放送、バップ） |
| 原作・監督                   | 原作・監督                   | 細田守 |

## 主題歌
- 山下達郎「僕らの夏の夢」（ワーナーミュージック・ジャパン）

## 制作
2008年1月、制作会社マッドハウスの齋藤優一郎から日本テレビ側のプロデューサーだった高橋望に本作の企画が持ちかけられた。齋藤からシナリオを渡されて感想を聞かれた高橋は、日本テレビ映画事業部としての参加を決意する。実は別ルートでも日本テレビに出資を求める話は来ていたが、スタジオジブリで制作中止となった細田守版『ハウルの動く城』のプロデューサーを務めていた高橋は、その罪滅ぼしの意味も込め、自身が引き受けることにしたという。さらに日本テレビからエグゼクティブプロデューサーとして奥田誠治、プロデューサーとして伊藤卓哉の参加も決まり、プロデューサーチームの礎が形作られた。この日本テレビ放送網の出資と同局側のプロデューサーの参加が作品と当時まだアニメ業界とファンの間での知る人ぞ知る存在だった細田の人気の爆発に一役買うことになる。日本テレビでは映画『ヱヴァンゲリヲン新劇場版:破』の公開にあわせて放映権を持つテレビシリーズ『新世紀エヴァンゲリオン』を再放送していたが、その終わりに『サマーウォーズ』の宣伝を流した。両作の視聴層が近しいこととキャラクターデザインが同じ貞本義行であることを意識しての宣伝展開だったが、すでに人気を博していた『エヴァンゲリオン』シリーズとのカップリングは、原作人気に頼れないオリジナル作品である『サマーウォーズ』の認知度を高めるのに大きな効果があった。また公開後に、同じ細田の監督作『時をかける少女』の特別編集版をテレビ放送するなど、様々な施策がなされた結果、上映スクリーン数127、観客動員数126万人、興業収入16億5000万円の大ヒットとなった。
制作にはキャラクターデザインの貞本義行、脚本の奥寺佐渡子など「時をかける少女」のスタッフが再集結している。
細田は、内容の構想過程について、「普通の人でも世界を救えないかなと考えてる時に、一番普通っぽいっていうのは田舎の親戚じゃないかっていう、そういうところから考え出した」と語り、「特別な人じゃなくて、普通の人の方が好き、ひとりひとりの魅力が好き」と話している。
制作に際してインターネット攻撃について防衛省・防衛研究所の研究者の橋本靖明を、探査機「あらわし」の取材のためにJAXAを取材 している。
劇中でたびたび登場し、最後は栄の葬儀の仏花として登場したアサガオは、陣内家の象徴であり、栄おばあちゃんその人でもあり、枯れてまた咲く「生命の継承」の象徴である。

## 公開
2009年8月1日の公開から4か月興行し、観客動員数は123万人を越える。また、2010年3月3日発売のBlu-ray Discは初登場5.4万枚の売上げで週間ランキング1位となる。これは『ヱヴァンゲリヲン新劇場版:序 EVANGELION:1.11』の4.9万枚を抜き、初動記録としては当時のアニメ作品歴代1位、BD総合歴代2位（当時の1位は『マイケル・ジャクソン THIS IS IT』の26.1万枚）に当たる。同日発売のDVDも総合ランキングで初登場5.5万枚で1位を獲得し、『コードギアス 反逆のルルーシュ R2 volume01』（2008年9月1日付）に続く2作目となる、同一アニメ作品のDVD・BD両メディアダブル首位となった。

## 批評
ストーリーラインに細田の過去作『デジモンアドベンチャー ぼくらのウォーゲーム!』からの影響が散見され、類似点が『ciatr』の大場諒介により指摘されている。
精神科医の斎藤環は、本作の扱っているテーマ（仮想空間での人工知能の暴走）自体はSF（サイバーパンク）では頻繁に取り扱われるものであって目新しさはないが、「現実空間」を「仮想空間」より無条件に上位に扱っていないという点が従来のSFとは異なるとしている。そして、本作では例えば理想化された大家族という形で人間関係一般における仮想性を描いている面があり、日常空間そのものが実は虚構との多重性の上に成立しているという事実を示唆する作品であると述べている。また、本作品に登場する虚構空間OZのデザインには現代美術家の村上隆が主催する「カイカイキキ」の影響がみられ、これは村上隆が日本のオタク文化から影響を受けているだけでなく与えてもいる実例であると指摘している。
批評家の東浩紀は、この映画で描かれているのは「誰も悪くない世界」であることが最大の問題であり、大人の見られる物語ではないと発言している。また、アニメという虚構空間の中でさらにOZという虚構空間が展開しているため、その中でいくらすごい映像が展開しても、身体的な距離感を生じさせてしまうとしている。
社会学者の宮台真司は、本作品について「オフラインでの絆を前提にしてはじめてオンラインの絆も広められる」というそれ自体は納得できるメッセージを含んでいるとしながらも、それが説得力を持っていたかどうかは疑問であると述べている。
Rotten Tomatoesでは77%の批評で22のレビューに基づいて平均7/10という高い評価を与えた。Metacriticでは主だった12のレビューに基づき63/100の「全体的に好ましい」レベルの評価を与えた。
2022年に行われ、350人が投票に参加した「夏に見たいアニメ 人気おすすめランキングベスト129作品」で1位に選ばれた。

## 受賞・入選
- 第42回シッチェス・カタロニア国際映画祭アニメーション部門（Gertie Award）最優秀長編作品賞
- 第24回デジタルコンテンツグランプリ経済産業大臣賞[45]
- 第13回文化庁メディア芸術祭アニメーション部門大賞[46]
- 第33回日本アカデミー賞最優秀アニメーション作品賞[47][48]
- 第64回毎日映画コンクールアニメーション映画賞
- 第52回ブルーリボン賞日本映画ベスト10選出[49]
- 第14回日本インターネット映画大賞日本映画部門 作品賞
- 東京アニメアワード2010アニメーションオブザイヤー・国内劇場部門優秀作品賞・監督賞・原作賞・脚本賞・美術賞・キャラクターデザイン賞[50]
- デジタル・コンテンツ・オブ・ジ・イヤー'09/第15回AMDアワード年間コンテンツ優秀賞
- 第1回日本シアタースタッフ映画祭　グランシャリオ賞（邦画部門1位）・脚本賞
- 第6回リスボン国際インディペンデント映画祭  観客賞
- 第14回モントリオール　ファンタジア映画祭　最優秀アニメーション賞　観客部門：金賞
- 第41回星雲賞メディア部門[51]
- 第15回アニメーション神戸賞　個人賞：細田守[52]
- 第1回アナハイム国際映画祭　最優秀アニメーション賞
- 第1回ビデオ屋さん大賞　第1位

## 関連商品

### 書籍
- 『サマーウォーズ 公式ガイドブック SUMMER DAY MEMORY』
ニュータイプ編、角川書店（2009年7月28日発売） ISBN 978-4048543774

### モバイルアプリ
- 『サマーウォーズ〜花札KOIKOI〜』インデックス（2010年5月17日公開）

映画「サマーウォーズ」の中に登場する「花札」のワンシーンを題材にした花札ゲーム。無料版がまず公開された後、有料の改良版が配信されている。3種類の敵が用意されていたが、有料版ではオンラインで敵ウイルス「ラブマシーン」と対戦できるラブマシーンモードが加わっている。他のユーザーと協力プレイやランキング機能も備えている。現在は配信終了している。

### 体験型ゲーム
- 『リアル脱出ゲーム サマーウォーズ「AIによる世界支配からの脱出」』SCRAP（2021年6月28日から開催）

リアル脱出ゲームとのコラボレーションでオンライン上で参加するタイプの体験型ゲーム。映画のその後という設定で、参加者はOZのユーザーとして、暴走するハッキングAIによって再度、危機に陥った世界を健二達と協力して救うのが目的。プレイ人数は1人以上、時間制限なし。

### その他
下記以外に、キャラクターのフィギュア、扇子、Tシャツなどが製作・販売されている。
CD
- 『サマーウォーズ オリジナル・サウンドトラック』 バップ（2009年7月29日発売）

Blu-ray・DVD
発売・販売元はバップ。
- サマーウォーズ ブルーレイ限定版（2枚組、2010年3月3日発売）
- サマーウォーズ ブルーレイ スタンダード・エディション（1枚組、2010年8月1日発売）
- サマーウォーズ DVD版（2枚組、2010年3月3日発売）
- サマーウォーズ DVD期間限定スペシャルプライス版（2枚組、2012年7月11日〜12月31日まで、後に『バケモノの子』公開に伴い、2015年7月1日〜31日まで再発売）

記念切手
上田郵便局と西新橋郵便局のみで限定発売された。

## 漫画版
2009年7月に創刊された「ヤングエース」にてコミカライズ版が2010年6月号まで連載された 。漫画は杉基イクラ。細田が杉基の画を見て一目惚れし、本作のことも絶賛し、「結末が変わってもいいので、好きに描いてほしい」と語っている。最終3巻には、本編の後日談となる番外編『未来は未知数なのだから』が掲載されている。
角川書店より、映画公開及びそのノベライズやコミカライズ作品の発売を機に『TOO HOT! キャンペーン』が、翌年7月からコミカライズ版完結を記念して『TOO HOT! キャンペーン2010』が実施された。
1. 2009年8月10日発売 ISBN 978-4047152960
2. 2010年2月4日発売 ISBN 978-4047153776
3. 2010年7月3日発売 ISBN 978-4047154742

また、「月刊コンプエース」の2009年9月号から2010年11月号まで、上田夢人によるスピンオフの漫画『サマーウォーズ キング・カズマvsクイーン・オズ』が連載された。佳主馬を主人公に、本編の1年前の出来事を描いている。
1. 2010年3月10日発売 ISBN 978-4-04-715398-1
2. 2010年10月10日発売 ISBN 978-4-04-715505-3

そのほか、アンソロジーとして以下の作品がある。
- 『サマーウォーズ 公式コミックアンソロジー』
ヤングエース編集部編、角川書店（2010年7月3日発売）ISBN 978-4047154803

## 小説版
2種類のノベライズ作品がともに角川書店から刊行されている。
- 『サマーウォーズ』 岩井恭平著、角川文庫（2009年7月25日発売）ISBN 978-4044288228
- 『サマーウォーズ』 蒔田陽平著、角川つばさ文庫（2009年8月15日発売）ISBN 978-4046310422

また、佳主馬を主人公にした外伝作品があり、角川スニーカー文庫より刊行されている。時系列は本編の3ヶ月前で、GW中の佳主馬を主人公にしている。
- 『サマーウォーズ クライシス・オブ・OZ』 土屋つかさ著、イラスト:杉基イクラ（2010年8月1日発売） ISBN 978-4044740085

## 朗読劇
2012年6月16-17日には日本テレビのイベントとして朗読劇が上演された。上演は各日2回ずつ全4ステージが新国立劇場小劇場で行われた。
- 演出 - 樫田正剛[54]
- 出演
  - 加藤和樹 - 小磯健二（16日のみ）[54][55]
  - 馬場良馬 - 小磯健二（17日のみ）[54][55]
  - 南沢奈央 - 篠原夏希[54]
  - 川畑要 - 語り部・陣内侘助・その他の男性[54]
  - 貴城けい - 陣内栄・その他の女性[54]

## テレビ放送
2010年8月6日の『金曜ロードショー』での地上波初放送では、データ放送中にシーン毎の解説や豆知識など番組に連動した文字情報を紹介する試みが行われた。また、テレビ用に細田自ら再編集・再ダビングを行っている。また、一部シーンがカットされている。視聴率は関東地区で13.1%であった（ビデオリサーチ調べ）。2012年7月20日には『金曜ロードSHOW!』で2回目の地上波放送が行われた。視聴率は前回を上回る14.1%を記録した（ビデオリサーチ調べ）。2015年7月3日には『バケモノの子』公開記念3週連続スペシャルの第1弾として、『金曜ロードSHOW!』で3回目の地上波放送が行われた。視聴率は11.8%を記録した（ビデオリサーチ調べ）。2019年7月19日には初の本編ノーカット版が『金曜ロードSHOW!』で放送された。

### 地上波テレビ放送の視聴率
| 回数 | 放送日時       | 放送日時           | 放送局         | 放送枠           | 視聴率 | 備考                               |
| ---- | -------------- | ------------------ | -------------- | ---------------- | ------ | ---------------------------------- |
| 1    | 2010年08月06日 | 金曜 21:00 - 22:54 | 日本テレビ系列 | 金曜ロードショー | 13.1%  |                                    |
| 2    | 2012年07月20日 | 金曜 21:00 - 22:54 | 日本テレビ系列 | 金曜ロードショー | 14.1%  | 『おおかみこどもの雨と雪』公開記念 |
| 3    | 2015年07月03日 | 金曜 21:00 - 22:54 | 日本テレビ系列 | 金曜ロードショー | 11.8%  | 『バケモノの子』公開記念           |
| 4    | 2017年08月18日 | 金曜 21:00 - 22:54 | 日本テレビ系列 | 金曜ロードショー | 10.4%  |                                    |
| 5    | 2019年07月19日 | 金曜 21:00 - 23:14 | 日本テレビ系列 | 金曜ロードショー | 10.9%  | 初の本編ノーカット放送・20分拡大   |
| 6    | 2021年07月16日 | 金曜 21:10 - 23:04 | 日本テレビ系列 | 金曜ロードショー | 10.7%  | 『竜とそばかすの姫』公開記念       |
| 7    | 2025年08月01日 | 金曜 21:00 - 22:54 | 日本テレビ系列 | 金曜ロードショー | 7.4%   | 『果てしなきスカーレット』公開記念 |

### BS・CSでの放送
| 回数 | 放送日時       | 放送日時                     | 放送局                 | 放送枠         | 放送形態 | 備考           |
| ---- | -------------- | ---------------------------- | ---------------------- | -------------- | -------- | -------------- |
| 1    | 2010年12月03日 | 金曜 21:00 - 23:00           | 日本映画専門チャンネル |                | CS放送   |                |
| 2    | 2010年12月09日 | 木曜 19:00 - 21:00           | 日本映画専門チャンネル |                | CS放送   |                |
| 3    | 2010年12月11日 | 土曜 10:00 - 12:00           | 日本映画専門チャンネル |                | CS放送   |                |
| 4    | 2010年12月14日 | 火曜 21:00 - 23:00           | 日本映画専門チャンネル |                | CS放送   |                |
| 5    | 2010年12月28日 | 火曜 14:00 - 16:00           | 日本映画専門チャンネル |                | CS放送   |                |
| 6    | 2011年01月01日 | 土曜 17:40 - 19:40           | 日本映画専門チャンネル |                | CS放送   |                |
| 7    | 2011年12月28日 | 水曜 21:30 - 23:30           | WOWOWプライム          |                | BS放送   |                |
| 8    | 2013年01月02日 | 水曜 21:00 - 23:00           | キッズステーション     |                | CS放送   |                |
| 9    | 2013年03月31日 | 日曜 21:00 - 23:00           | キッズステーション     |                | CS放送   |                |
| 10   | 2013年04月01日 | 月曜 3:30 - 5:30（日曜深夜） | キッズステーション     |                | CS放送   |                |
| 11   | 2015年08月15日 | 土曜 13:00 - 15:00           | アニマックス           |                | BS放送   |                |
| 12   | 2015年09月20日 | 日曜 18:05 - 20:10           | Dlife                  |                | BS放送   |                |
| 13   | 2021年08月15日 | 日曜 19:00 - 21:15           | BS12                   | 日曜アニメ劇場 | BS放送   | ノーカット放送 |
| 14   | 2021年08月16日 | 日曜 21:00 - 23:00           | ディズニー・チャンネル |                | CS放送   | ノーカット放送 |
| 15   | 2022年02月27日 | 日曜 19:00 - 21:15           | BS12                   | 日曜アニメ劇場 | BS放送   | 再放送         |

### ネット配信

#### 生配信
| 回数 | 放送日時       | 放送日時               | 放送局         | 備考   |
| ---- | -------------- | ---------------------- | -------------- | ------ |
| 1    | 2013年08月31日 | 土曜 23:00 - 日曜01:00 | ニコニコ生放送 | [ 60 ] |

#### 動画配信サービス
| 配信形態     | 配信サイト                                                                                              |
| ------------ | --- |
| 定額見放題   | dTV \| hulu \| Amazonプライム・ビデオ \| NETFLIX                                                        |
| レンタル     | U-NEXT \| Paravi \| バンダイチャンネル \| ビデオマーケット ｜ クランクイン！ビデオ \| music.jp \| GYAO! |
| 宅配レンタル | DMM |